# Copa de España de fútbol sala 2019
La Copa de España de fútbol sala de 2019 es la XXIX edición de este torneo en el que participan los ocho primeros equipos tras la finalización de la primera vuelta del campeonato de liga. La copa tuvo lugar entre el 28 de febrero y el 3 de marzo en el Pabellón Fuente de San Luis situado en Valencia (Comunidad Valenciana).

La final se la llevó el Barça venciendo a ElPozo Murcia con un resultado final de 2-1 para los blaugranas.

## Equipos participantes
Barça
 ElPozo Murcia Costa Cálida
 Movistar Inter
 CD Xota FS
 Peñíscola Rehabmedic
 Levante UD FS
 Palma Futsal
 Jaén Paraíso Interior

## Organización

### Sede
El torneo se disptó en la ciudad de Valencia, en el Pabellón Municipal Fuente de San Luis con capacidad para 8500 espectadores.
| Pabellón  | Pabellón Municipal Fuente de San Luis |
| Ciudad    | Valencia                              |
| Capacidad | 8500                                  |

## Resultados

### Cuartos de final
Movistar Inter 3 - 2 Palma Futsal
ElPozo Murcia 4 - 0 Levante UD FS
Peñíscola RehabMedic ( 2) 1 - 1 (3) CD Xota FS
Barça 3 - 0 Jaén Paraíso Interior

### Semifinales
Movistar Inter 1 - 5 ElPozo Murcia
CD Xota FS 1 - 3 Barça

### Final
ElPozo Murcia 1 - 2 Barça
Goles Elpozo Murcia: Pito 25'
Goles Barça: Ferrão 13' , Marcenio 30'
Campeón = Barça (4to título)